# 韋迪 (中國官員)
韋迪（1954年12月13日—），遼寧省丹東市人，中华人民共和国体育官员，国家体育总局汽车摩托车运动管理中心主任，曾担任國家體育總局水上中心運動管理主任、足球管理中心主任兼黨委書記、中国足协专职副主席。

## 生平

### 早年工作经历
韋迪出生於遼寧省丹東市，中學時期在黑龍江省牡丹江市度過，於牡丹江第一中學畢業后留校任體育教師。1974年考入哈爾濱師範學院體育系，1979年考入瀋陽體育學院，1983年4月，獲頒教育碩士學位。1986年到日本筑波大學進修體育管理學一年。

### 主政水上运动
1991年6月，韋迪以37歲之齡，獲國家體委任命為瀋陽體育學院新任院長，接替離任的楊俊卿，成為當年國家體委直屬的六大院校的最年輕校長。1995年升任瀋陽體育學院黨委書記。1997年3月，韋迪加入國家體委工作，擔任拳擊中心主任。同年12月，調任和國家體育總局重競技中心主任。2001年3月，出任水上運動管理中心主任，此后中国水上运动取得了空前的发展，韦迪上任后不仅实现了中国水军在奥运会上金牌零的突破，更是率领中国水上运动选手夺取了4块奥运金牌。

### 入主中国足协
2010年1月22日，國家體育總局召開記者會，委任韋迪接替被免職的中國足協專職副主席南勇，擔任国家体育总局足球运动管理中心主任兼黨委書記，成為中國足協新掌門人。7月，韋迪在南非觀看完世界盃回國後，提出中國申辦2026年世界盃足球賽的構想，並透露已撰寫報告呈交國家體育總局。同年9月30日，韋迪接受中央電視台體育頻道《足球之夜》節目訪問時，批評被公安部拘捕的前中國足協領導人南勇、謝亞龍失職，導致中國足球近年整體水平落後。
2013年1月16日，韋迪被曝離職。1月19日，國家體育總局在其官網公佈人事任免，共涉及20名人員任免，其中韋迪改任汽車摩托車運動管理中心主任、黨委副書記（正司級），不再擔任足球運動管理中心主任、黨委書記職務。張劍任足球運動管理中心主任、黨委副書記（正司級），不再擔任政策法規司司長職務。